# Jāzeps Vītols
Jāzeps Vītols (i ældre kilder på tysk: Joseph Wihtol; 26. juli 1863 i Valmiera i Guvernement Livland – 24. april 1948 i Lübeck) var en lettisk komponist, dirigent og klassisk pianist.
Vītols, der var søn af en skolelærer, begyndte sine studier i komposition i 1880 ved Sankt Petersborg Konservatorium under Nikolaj Rimskij-Korsakov. Efter sin eksamen i 1886 forblev han på konservatoriet for at undervise i komposition, og blev professor i 1901. Hans elever inkluderer Nikolaj Mjaskovskij og Sergej Prokofjev. Vītols var en nær ven af professorerne Aleksandr Glazunov og Anatolij Ljadov, og han deltog jævnligt ved Mitrofan Beljajevs "ugentlige fredage"; regelmæssige møder mellem fremtrædende russiske komponister i Beljajevs hjem. På det tidspunkt var Beljajev Vītols' primære udgiver. Udover den akademiske verden, var Vītols en overgang også musikanmelder ved St. Petersburger Zeitung fra 1897 til 1914.
I 1918 vendte Vītols tilbage fra Rusland til Letlands nye uafhængighed for at dirigere ved Letlands Nationalopera. Året efter etablerede han Letlands Konservatorium, som senere blev omdøbt til Jāzeps Vītols Letlands Musikakademi i hans ære, hvor han underviste i komposition mellem 1919 og 1944. De mest fremtrædende elever i løbet af hans embedstid var Jānis Ivanovs og Adolfs Skulte. Han var også medstifter af Letlands Komponistforening i 1923. I 1944 flyttede han til Lübeck i Tyskland, og boede der indtil sin død i 1948. Hans jordiske rester returneredes til Riga i 1993.
Vītols var aktiv ikke kun som komponist, pædagog og dirigent, men også som pianist og frodig musikkritiker. Han var medlem af Fraternitas Lataviensis, et lettisk broderskab af studerende.
Hans kormusik, især Gaismas pils (Lysslottet) er meget populært hos lettiske kor, og indgår ofte i repertoiret ved Lettisk Sang og Dans Festival. Vītols' vokal-og korværker er udgivet af Musica Baltica i Riga.